# إتش ديفيد بورتون
إتش ديفيد بورتون (بالإنجليزية: H. David Burton)‏ هو قسيس أمريكي، ولد في 25 أبريل 1938.